# Солодка казка
«Солодка казка»(рос. Сладкая сказка) — радянський мультфільм, знятий 1970 року режисером Володимиром Дегтяревим. Один із його пізнавальних фільмів, адресованих найменшим. У веселій та захоплюючій формі розповідає про кондитерське виробництво. Знятий на студії Союзмультфільм.

## Сюжет
Головний герой мультфільму – маленький і дуже жадібний дракончик. Він з'їв всі продукти у своєму будинку і вирушив на день народження до плюшевого ведмедика. Прийшовши до нього додому найпершим із гостей, Дракоша одразу взявся поїдати всі солодощі Мишко, навіть не подарувавши йому подарунок. Коли дракончик з'їв усе, що міг, разом з рештою Мишуткиних гостей (лялькою Оленкою та Цуценям) вони вирушили на кондитерську фабрику через телевізор. Там Дракоша зовсім втратив контроль над собою і почав поїдати всі солодощі, але не розрахував своїх сил і потрапив у чан із шоколадом. Інші друзі врятували його, незважаючи на Дракошину жадібність і грубість. Після цього Дракоша змінився на краще.

## Творці
- автори сценарію Генріх Сапгір, Геннадій Циферов
- режисер Володимир Дегтярьов
- художник-постановник Анатолій Куріцин
- оператор Микола Соловцов
- композитор Карен Хачатурян
- звукооператор Георгій Мартинюк
- мультиплікатори Майя Бузінова, Йосип Доукша, Павло Петров
- ролі озвучували Клара Румянова - дракончик, Тамара Дмитрієва - лялька Оленка, Броніслава Захарова - щеня, Юрій Хржановський - ведмежа Мишко, Валентина Леонтьєва - голос по телевізору (у титрах не вказано)

## Факт
Музика з мультфільму надалі була використана у балеті «Чіполліно».

## Відеовидання
Мультфільм неодноразово випускався на DVD у збірці мультфільмів: "День Народження", "Союзмультфільм", дистриб'ютор: "Союз". У 1990-ті роки на аудіокасетах було випущено аудіоказку за однойменним мультфільмом з текстом Олександра Пожарова (видання Twic Lyrec).